# Звёздная пыль (фильм, 1940)
Звёздная пыль (англ. Star Dust) — американская комедийно-драматическая лента 1940 года режиссёра Уолтера Лэнга с Линдой Дарнелл и Джоном Пейном, Роландом Янгом и Шарлоттой Гринвуд в главных ролях. 

## Сюжет
Amalgamated Pictures ищет новых звёзд для своих фильмов. Специалист по поиску талантов Томас Брук отправляется в путь в поисках новичков, которых можно пригласить на кинопробы, надеясь произвести впечатление на руководителя студии Дейна Уортона.
Брук знакомится с футболистом из Аризоны, который умеет петь, Бадом Борденом, и талантливой певицей из Техаса Мэри Эндрюс. Во время визита в Арканзас его присутствие обнаруживает начинающая актриса Кэролин Сэйрес, которая решает заставить Брука проявить к ней интерес. Это срабатывает, по крайней мере, до тех пор, пока он не узнаёт, что она ещё слишком молода.
Все едут в Голливуд на кинопробы и посещение Китайского театра Граумана, где можно полюбоваться отпечатками ног кинозвёзд, увековеченными в цементе. Брук встречает новую находку кастинг-директора, певицу Джун Лоуренс. Он вступает в конфликт со студией, которая предлагает контракт только Мэри, а остальные его открытия отправляет домой.
Кэролин не принимает отказа и возвращается. Теперь Брук занимает её позицию и планирует вставить кадры со своих кинопроб в театральную кинохронику. Следующее, что они узнают, — Кэролин не просто звезда, но и Грауман предлагает ей увековечить свой след в цементе.

## В ролях
- Линда Дарнелл — Кэролин Сэйрес
- Джон Пейн — Эмброуз Филлмор / Бад Борден
- Роланд Янг — Томас Брук
- Шарлотт Гринвуд — Лола Лэнгдон
- Уильям Гарган — Дейн Уортон
- Мэри Бет Хьюз — Джун Лоуренс
- Мэри Хили — Мэри Эндрюс
- Дональд Мик[англ.] — Сэм Уэллман
- Джесси Ральф — тётя Марта Паркер
- Уолтер Кингсфорд[англ.] — Наполеон на кинопробе
- Джордж Монтгомери — Ронни
- Роберт Лоуэри[англ.] — посыльный
- Хэл Доусон[англ.] — Карго
- Джоди Гилберт[англ.] — горничная-шведка
- Гэри Брекнер — диктор
- Пол Херст[англ.]
- Ирвинг Бейкон — сотрудник стойки регистрации отеля Jefferson
- Билли Уэйн — оператор Amalgamated
- Ферн Эмметт[англ.] — стенографистка отеля
- Линн Робертс — девушка из колледжа